# 林山乡 (开化县)
林山乡，是中华人民共和国浙江省衢州市开化县下辖的一个乡镇级行政单位。

## 行政区划
林山乡下辖以下地区：
利平村、舜山村、西山村、林源村、姜坞村、下江村、塘源口村、詹村、大举村、霞湖村、江家村、禄源村和菖蒲村、
举塘村。